# Гагі Маргвелашвілі
Гагі Маргвелашвілі (груз. გაგი მარგველაშვილი, нар. 30 жовтня 1996, Кутаїсі, Грузія) — грузинський футболіст, центральний захисник тбіліського «Динамо».

## Ігрова кар'єра

### Клубна
Гагі Маргвелашвілі є вихованцем столичного клубу «Сабуртало». З 2013 року Маргвелашвілі почали залучати до матчів основного складу команди. За час виступи в команді Маргвелашвілі вигравав Чемпіонат Грузії, Кубок та Суперкубок Грузії.
У січні 2021 року футболіст перейшов до батумського «Динамо», з яким також став чемпіоном Грузії. Через рік Гагі вирішив спробувати свої сили за кордоном і перебрався до північномакедонського клубу «Шкупі», з яким також виграв чемпіонат країни.
У літнє міжсезоння 2023 року Маргвелашвілі повернувся до Грузії як вільний агент, де приєднався до столичного «Динамо».

### Збірна
З 2015 по 2018 року Гагі Маргвелашвілі провів сімнадцять поєдинків у складі молодіжної збірної Грузії.

## Титули
Сабуртало
 Чемпіон Грузії: 2018
 Переможець Кубка Грузії: 2019
 Переможець Суперкубка Грузії: 2020
Динамо (Батумі)
 Чемпіон Грузії: 2021
Шкупі
 Чемпіон Північної Македонії: 2021/22